# Parafia św. Michała Archanioła w Tuchomiu
Parafia Świętego Michała Archanioła w Tuchomiu – rzymskokatolicka parafia w Tuchomiu. Należy do dekanatu bytowskiego diecezji pelplińskiej. Erygowana w 1383 roku.